# Ројк
Ројк или Рајк је у грчкој митологији био кентаур.

## Етимологија
Према Роберту Гревсу, његово име има значење „преступник“. Други извори његово име тумаче као „криве ноге, савијене у виду лука“ (од речи rhoikos).

## Митологија
Припадао је кентаурима са Пелопонеза. Током лова на Калидонског вепра, Аталанта се поставила на десном боку, на извесном одстојању од осталих ловаца и кентаури Хилај и Ројк су видели прилику да је силују. Договорили су се да у том делу помогну један другоме и потрчали ка њој, али их је она устрелила. Ројка је поменуо Аполодор. Овај кентаур је можда иста личност као и кентаур Рет или Ројт.

## Друге личности
Помињао се и гигант са овим именом, син Геје и Тартара.